# Nicktoons: Attack of the Toybots
Nicktoons: Attack of The Toybots (SpongeBob and Friends: Attack of the Toybots en Europa) es un videojuego basado en los personajes de Nickelodeon los Nicktoons, disponible para Wii, PlayStation 2, Nintendo DS y Game Boy Advance. Salió a la venta en 2007. Es secuela de Nicktoons Unite! de 2005 y Nicktoons: Battle for Volcano Island de 2006 y es seguido por Nicktoons: Globs of Doom de 2008. También es conocido SpongeBob and Friends: Attack of the Toybots en Europa.
El juego incluye a las series de televisión Bob Esponja, Danny Phantom, Los Padrinos Mágicos, Jimmy Neutrón y Tak y el Poder de Juju (su primera aparición en un juego de Nicktoons)

## Historia
El malvado doctor calamitous (enemigo de jimmy neutrón) a regresado y ha creado un ejército de robots y a invadido todos los mundos y construyó unas versiones robóticas de todos los personajes de nickelodeon (específicamente a los protagonistas) llamados toybots capaces de imitar las cualidades de los protagonistas de sus respectivas series. ahora depende de todos los protagonista de las series de nickelodeon a destruir a los toybots y derrotar al doctor calamitous

## Personajes jugables
- Bob Esponja Pantalones Cuadrados de Bob Esponja.
- Patricio Estrella de Bob Esponja. (solo en la versión de nintendo ds, wii y playstation 2)
- Jimmy Neutrón de Las Aventuras de Jimmy Neutrón: El Niño Genio.

## Personajes desbloqueables
- Tak de Tak y el Poder de Juju.
- Danny Phantom de Danny Phantom.
- Timmy Turner de Los padrinos mágicos.
- Sam de Danny Phantom. (solo en la versión de wii y playstation 2)

## Personajes Clásicos
- Rocko de La Vida Moderna de Rocko. (exclusivo solo en las versiones de wii y playstation 2)
- Stimpy de Ren y Stimpy. (exclusivo solo en las versiones de wii y playstation 2)
- Gir de Invasor Zim. (exclusivo solo en las versiones de wii, Playstation 2 y Nintendo ds
- Jenny de La Robot Adolescente. (exclusivo solo en las versiones de wii, playstation 2 y nintendo ds)
- Zim de Invasor Zim. (solo en la versión de nintendo ds)
- Mr. Blik de Catscratch. (solo en la versión de nintendo ds)
- El Tigre de El Tigre: las aventuras de Manny Rivera. (solo en la versión de nintendo ds)

## Triviales
- Fue el último juego de Nicktoons en donde saldría Danny Phantom ya que a partir del año 2007 la serie Culminaría.

- Datos: Q9049923